# Kronomyia concava
Kronomyia concava är en tvåvingeart som först beskrevs av Junichi Yukawa 1967.  Kronomyia concava ingår i släktet Kronomyia och familjen gallmyggor. Inga underarter finns listade i Catalogue of Life.